# میاکویدا
میاکویدا(نام علمی: Miacoidea) نام یک بالاخانواده از رده پستانداران است.